# Robert-Joseph Pothier
Robert-Joseph Pothier, född den 9 januari 1699 i Orléans, död där den 2 mars 1772, var en fransk rättslärd.
Pothier blev 1720 domare (conseiller) och 1749 därjämte professor i fransk rätt i sin födelsestad. Hans personliga egenskaper skattades högt, och hans omfattande juridiska skriftställarverksamhet har skaffat honom ett mycket stort anseende, åtminstone i Frankrike. Hans huvudarbete, som krävde 20 år av hans liv, är Pandectæ Justinianeæ in novum ordinem digestæ (1748-1752, flera upplagor, bland annat 1820-1822; jämväl översatt till franska). Som författare till en mängd avhandlingar över skilda delar av civilrätten, bland vilka Traité des obligations (1761, nya upplagor ända till 1883) är mest berömd, har Pothier utövat stort inflytande på den franska lagstiftningen. Code civil bär mycket tydliga spår härav. Pothiers samlade skrifter (Oeuvres complètes) är utgivna i flera upplagor, bland annat av Jean-Joseph Bugnet 1845–1862. Pothiers minne har hugfästs genom en staty i Orléans (1859).